# Leucochrysa postica
Leucochrysa postica är en insektsart som beskrevs av Navás 1913. Leucochrysa postica ingår i släktet Leucochrysa och familjen guldögonsländor. Inga underarter finns listade i Catalogue of Life.